# Vibe (adelsslægt)
Vibe er en dansk-norsk Slægt, hvis Stamfader,
Borgmester i Kbhvn Mikkel Vibe,
en Bondesøn fra Legaard ved Holstebro, var
Handelsmand i stor Stil. Hans Søn, Rentemester
Peder Vibe, blev 31. Jan. 1634 adlet af
den franske Konge, paa hvis Anmodning han 7.
Aug. s. A. ligeledes optoges i den danske
Adelstand, med følgende Vaaben: Skjoldet firdelt
af Sølv og Sølv, i 1. og 4. Felt en gaaende sort
Vibe, i 2. og 3. fem sorte Skraabjælker; paa
Hjelmen to Sølv-Svanehalse, holdende en halv
Guld-Lillie. Hertil kommer et i det franske
Adelspatent fastsat blaat Hjerteskjold, hvori en
Guld-Lillie. Sidstnævnte efterlod en naturlig
Søn, Vicestatholderen Johan Vibe, der
25. Maj 1671 blev adlet med Faderens Vaaben,
men som døde uden Afkom paa Mandssiden,
og desuden en ægtefødt Søn; Kommandant paa
Skognes Skanse, Kaptajn Christian Vibe
(d. 1697). Dennes Søn, Kaptajn Johan V.
(1688-1726), en af Fredrikshalds tapre
Forsvarere under Belejringen 1718, var Fader til
Major Johan Christian Vibe (1713—64),
blandt hvis Sønner skal nævnes Digteren,
Landmaaler og Kammersekretær Johan Vibe,
af hvem et Skuespil, »De nysgerrige
Mandfolk«, 1778 opførtes paa det kgl. Teater,
Amtmand over Islands Vesteramt Joachim Christian Vibe, hvilke begge
hørte til Norske Selskabs fremtrædende
Medlemmer, endvidere Generalkrigskommissær
Ditlev Vibe, der 1779-88 var den
væsentligste Bærer af det militære
Opmaalingsarbejde i Norge, og endelig Amtmand i Nordre
Bergenshus Amt, senere
Generalkrigskommissær Niels Andreas Vibe, der
ligeledes havde haft Ansættelse ved
Opmaalinger og som nogle Maaneder før sin Død
udnævntes til Kammerherre hos den nyvalgte
Konge, Christian Frederik. Den nulevende Slægt
stammer fra den sidste af disse Brødre. Han
blev Fader til Sognepræst til Gusdal, Provst
Johan Christian Vibe (1799—1854), hvis
Søn var Sognepræst til Vestre Frederikstad,
Hofprædikant Christopher Andreas Vibe
(1826—1905), til Topografen Andreas Vibe,
hvis Søn var Publicisten
Johan Ludvig Niels Henrik Vibe, og til Rektor
Frederik Ludvig Vibe.
Borgmester Mikkel Vibes datter, Mette Vibe,
ægtede Biskop i Lund, Dr. theol. Mads Jensen
Medelfar. Deres Søn, Michael Vibe,
der optog sit mødrene Slægtsnavn, fik 15. Decbr 1679
Vaabenbrev. Han efterlod kun en søn, Statholderen
Ditlev Vibe, som var ugift.